# 吳國柱

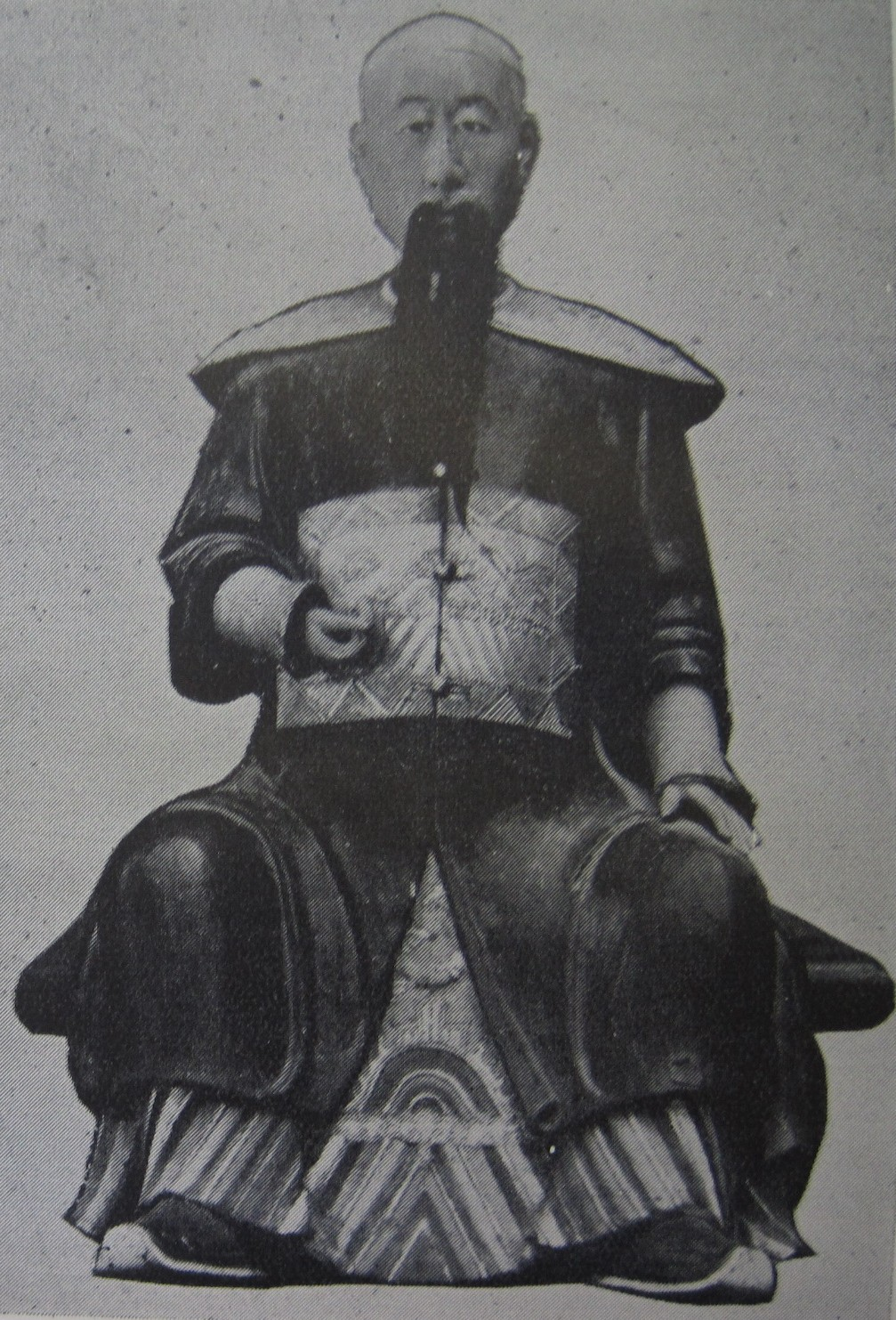
臺南竹溪寺裡的前臺灣知府吳國柱像

吳國柱（？—？），字象九，漢軍镶红旗，盛京奉天府（今遼東瀋陽）人，清朝政治人物，蔭生出身。

## 生平
康熙二十三年（1684年）接替梁允植任延平府知府一职，康熙二十九年（1690年）由张楷接任。康熙二十九年（1690年）由延平知府調任臺灣府知府。任滿後陞任江西贛南道。